# Jamaica Estates (Queens)
Jamaica Estates  est un quartier de la municipalité de New York, situé au cœur de l'arrondissement du Queens.
Jamaica Estates fait partie du Queens Community District no 8 et est situé dans la partie nord du quartier de Jamaica. Elle est délimitée par Union Turnpike au nord, Hillside Avenue au sud, Utopia Parkway et Homelawn Street à l’ouest et la 188e rue à l’est. La route principale qui traverse le quartier est Midland Parkway.

## Histoire
Jamaica Estates a été créé en 1907 par la Jamaica Estates Corporation, qui a développé les 503 acres (2,04 km2) de la moraine terminale vallonnée, tout en préservant de nombreux arbres qui avaient occupé le site.  Le quartier a été fondé par Ernestus Gulick et Felix Isman, tous deux issus de Philadelphie.
La Jamaica Estates Association, fondée en 1929, continue d’être une organisation civique active et vitale représentant la communauté. Une plaque historique a été dévoilée le 23 avril 2010 sur le Midland Mall par l’Aquinas Honor Society de l’école Immaculée Conception (maintenant l’Académie catholique Immaculate Conception) et par le parrain de la plaque, le sénateur Frank Padavan.

## Démographie
Composition ethno-raciale en 2010, :
- Blancs non hispaniques (25,0 %)
- Hispaniques et Latinos (14,4 %)
- Asiatiques (26,0 %)
- Noirs (27,6 %)
- Métis (4,0 %)
- Autres (3,1 %)

Selon l'American Community Survey, pour la période 2012-2016, 45,7 % de la population âgée de plus de 5 ans déclare parler l'anglais à la maison, alors que 11,8 % l'espagnol, 4,6 % le russe, 4,6 % le tagalog, 4,3 % une créole français, 2,9 % déclare parler une langue chinoise, 2,9 % l'italien, 2,6 % l'ourdou, 1,9 % l'hindi, 1,7 % le français, 1,3 % l'hébreu, 1,1 % une langue africaine, 0,9 % l'arabe, 0,9 % l'italien, 0,5 % le grec, 0,5 % le portugais et 5,8 % une autre langue.
Le quartier est caractérisé par des maisons valant souvent plus d’un million de dollars et de nombreux espaces vert. Midland Parkway, un boulevard partiellement à quatre voies avec une large bande médiane paysagée est l’artère principale du secteur. Le quartier se compose principalement de résidents de la classe moyenne supérieure. La plupart des habitations sont des maisons unifamiliales de style Tudor, Craftsman, Cape Cod ou méditerranéen.
Sur les 14 000 résidents, 45% sont nés à l’étranger. Dans le recensement des États-Unis de 2000, 43% des résidents étaient blancs, les Bangladais représentaient 11% des résidents, tandis que les Philippins représentaient 10%, les Haïtiens 7%, les Guyanais 5% et les Russes 4%.
Jamaica Estates compte d’importantes populations juives américaines orthodoxes modernes et sud-asiatiques.  Les seuls appartements et logements multifamiliaux se trouvent près de la frontière sud, à quelques pâtés de maisons de Hillside Avenue et le long de l’avenue Hillside. Les corridors commerciaux se trouvent le long de Hillside Avenue et Union Turnpike.

## Résidents notables
- Gretel Bergmann (1914-2017), championne allemande de saut en hauteur des années 1930, puis championne des États-Unis de saut en hauteur (1937 et 1938) et de lancer du poids (1938).
- Lou Carnesecca (né en 1925), ancien entraîneur de basket-ball universitaire à l’Université St. John’s. Carnesecca a également entraîné au niveau professionnel, dirigeant les Nets de New York de l’American Basketball Association pendant trois saisons. Carnesecca a été élu au Naismith Memorial Basketball Hall of Fame en 1992
- Frank D. O’Connor (1909-1992), avocat et juge.
- Joseph « Run » Simmons (né en 1964), le « Run » de Run-D.M.C.
- Lennie Tristano (1919-1978), pianiste et professeur de bebop aveugle, qui a été crédité comme le premier à enregistrer du « free jazz ».
- Donald Trump (né en 1946), animateur de télé-réalité et 45e président des États-Unis, y est né alors que la famille vivait dans une maison de style tudor au 85-15 Wareham Place, puis a déménagé en 1950 dans une maison de style néo-classique de 386 m2 situé au 85-14 Midland Parkway.
- Fred Trump (1905-1999), promoteur immobilier et père de Donald Trump a construit et résidé dans les deux maisons du 85-15 Wareham Place et du 85-14 Midland Parkway.